# 三星Galaxy Tab S7
三星Galaxy Tab S7及Galaxy Tab S7+是兩款由三星電子設計、開發及銷售，並搭載Android系統的三星Galaxy S系列平板電腦產品。有關產品於2020年8月5日在三星的線上Unpacked活動中亮相。

## 設計
三星Galaxy Tab S7及Tab S7+大致維持上代的設計，但採用較大的顯示螢幕。當中11吋型號取代舊有10.5吋型號，另亦推出新的12.4吋型號。兩款產品均備有三種全新顏色選項，分別為霧光黑、霧光銀及霧光銅。

## 技術規格

### 硬件

#### 顯示屏
Galaxy Tab S7採用11吋2560×1600解像度的LCD顯示屏，而Tab S7+則配備12.4吋2800×1752解像度的OLED顯示屏（廠方稱之為「Super AMOLED」）。兩者均提供120 Hz螢幕更新率。

#### 晶片
兩款產品均採用高通驍龍865+单片系统，為一片基於7 nm+製程技術的處理器。產品亦配備一枚型號為Adreno 650的圖像處理器（GPU）。

#### 內部儲存
兩款產品設有128、256及512 GB內部儲存選項（部份地區或未必提供所有選項），亦可透過microSD卡擴充最多1 TB空間；另亦配備6 GB随机存取存储器，並可升級至8 GB。

#### 電池
Galaxy Tab S7及Tab S7+均採用不可拆除的鋰離子聚合物電池，容量分別為8000mAh及10090mAh。兩款產品亦支援45W快速充電。

#### 連接性
縱然部份地區或提供LTE或sub-6GHz型號，兩款產品均支援5G連線；另亦提供Wi-Fi型號。

#### 鏡頭
兩款產品均配備雙後置鏡頭，當中廣角鏡為一支26毫米、1300萬像素（f/2.0）的鏡頭，而超廣角鏡為一支12毫米、500萬像素（f/2.2）的鏡頭。

#### S-Pen
兩款產品均支援較佳的延遲（9毫秒），與三星Galaxy Note 20相似，並支援全新Air手勢。

### 軟件
Galaxy Tab S7及Tab S7+均預裝基於Android 10的One UI 2，並支援三星DeX。